# Laxtjärnen (Arvidsjaurs socken, Lappland, 727804-165290)
Laxtjärnen är en sjö i Arvidsjaurs kommun i Lappland och ingår i Byskeälvens huvudavrinningsområde. Sjön har en area på 0,0561 kvadratkilometer och ligger 508 meter över havet. Laxtjärnen ligger i Byskeälven Natura 2000-område. Sjön avvattnas av vattendraget Bäverån (Laxbäcken).

## Delavrinningsområde
Laxtjärnen ingår i det delavrinningsområde (727570-165364) som SMHI kallar för Ovan 727371-165576. Medelhöjden är 497 meter över havet och ytan är 9,82 kvadratkilometer. Det finns inga avrinningsområden uppströms utan avrinningsområdet är högsta punkten. Bäverån (Laxbäcken) som avvattnar avrinningsområdet har biflödesordning 2, vilket innebär att vattnet flödar genom totalt 2 vattendrag innan det når havet efter 150 kilometer. Avrinningsområdet består mestadels av skog (85 procent) och sankmarker (14 procent). Avrinningsområdet har 0,06 kvadratkilometer vattenytor vilket ger det en sjöprocent på 0,6 procent.